# Internetowa Partia Ukrainy
Internetowa Partia Ukrainy (ukr. Інтернет Партія України) – partia polityczna na Ukrainie, założona w 2007 i zarejestrowana oficjalnie w kwietniu 2010.

## Historia
W 2012 roku w wyborach parlamentarnych ugrupowaniu nie udało się wprowadzić przedstawicieli w parlamencie. W 2014 roku partia starała się zgłosić do wyborów prezydenckich człowieka, który podawał się za Dartha Vadera, jednak rejestracja kandydata nie została dokonana z powodu trudności w identyfikacji jego tożsamości.